# Kärleksgrässläktet
Kärleksgrässläktet (Eragrostis) är ett släkte av gräs. Kärleksgrässläktet ingår i familjen gräs.

## Bildgalleri

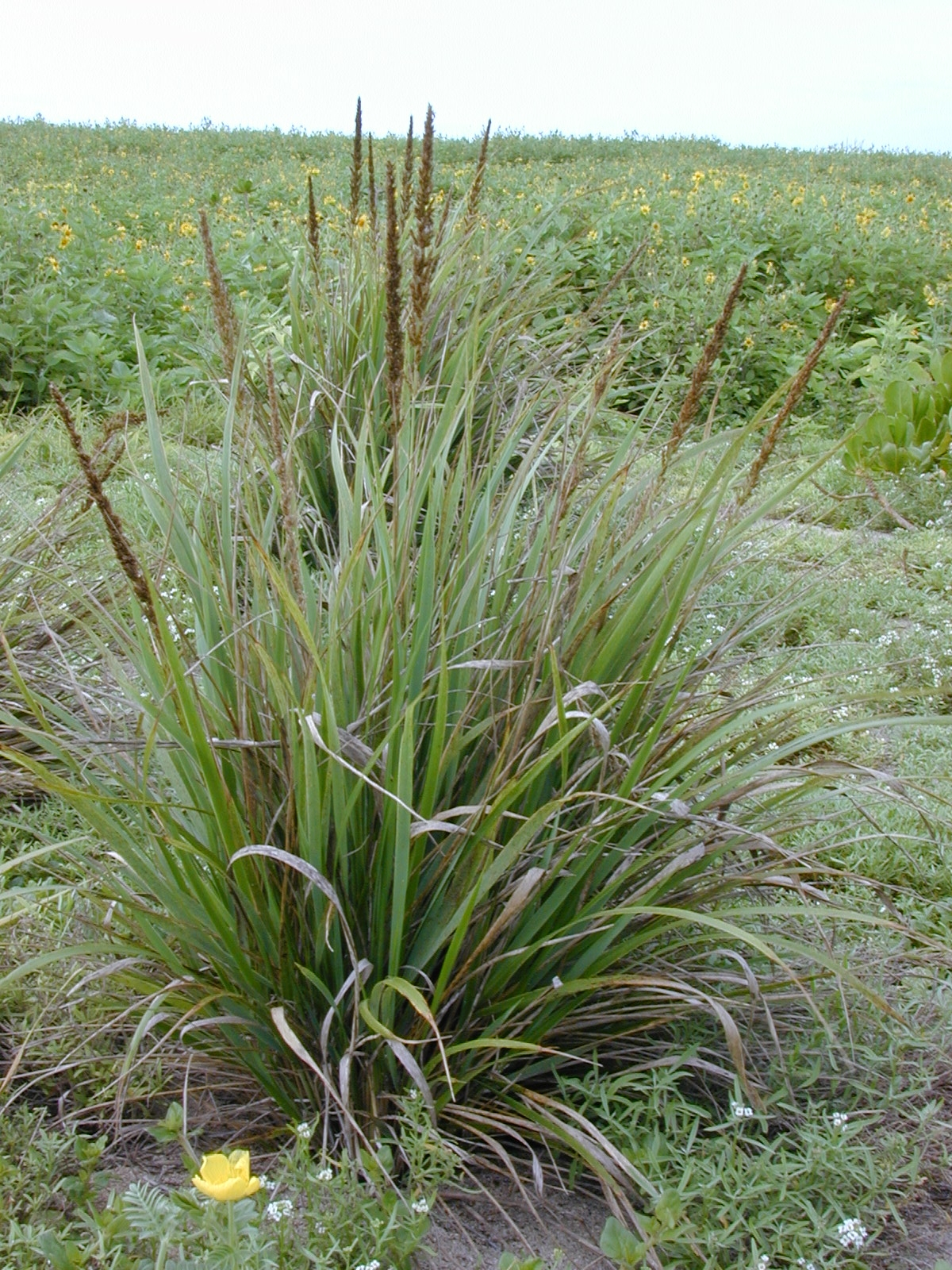
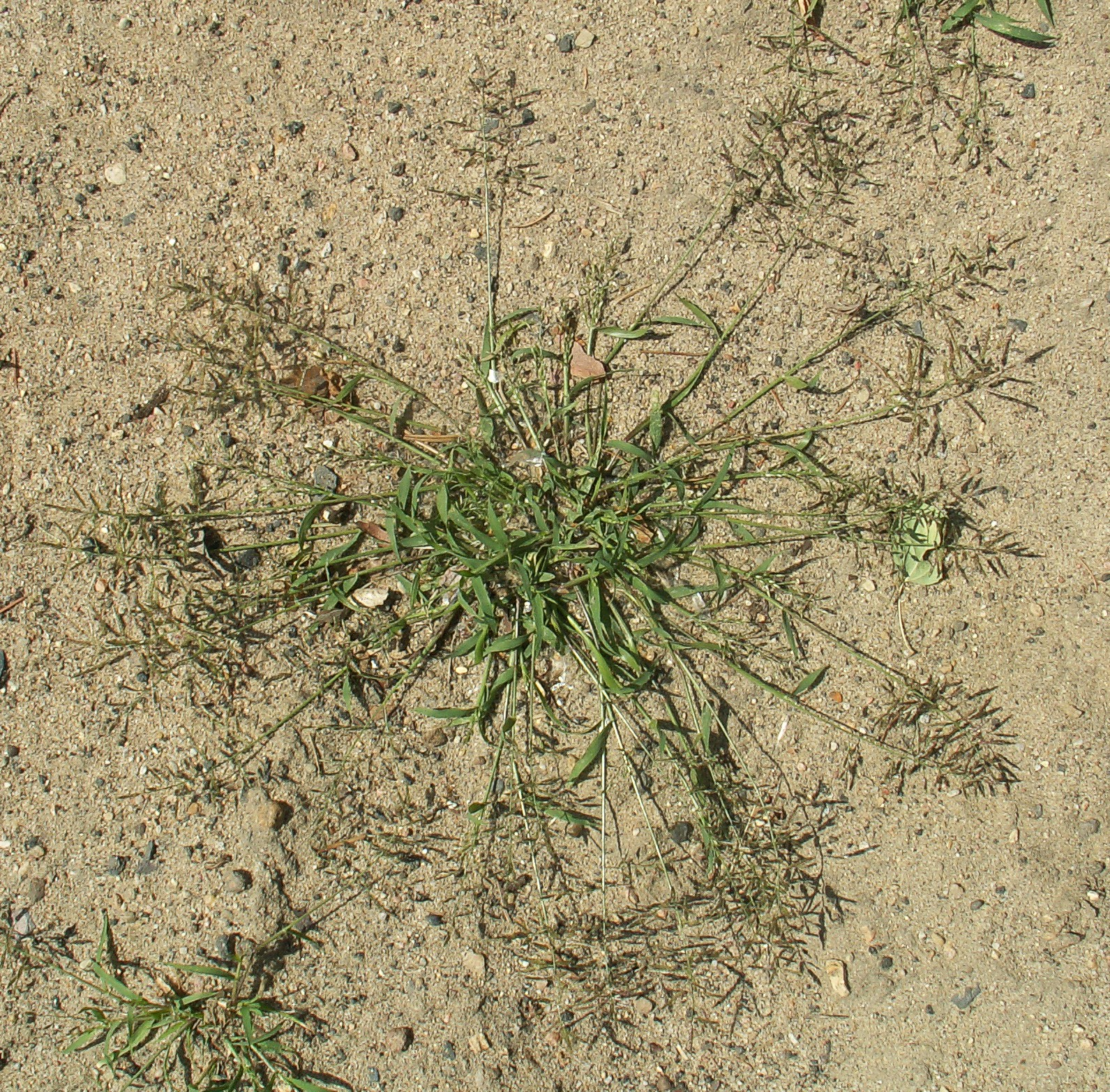
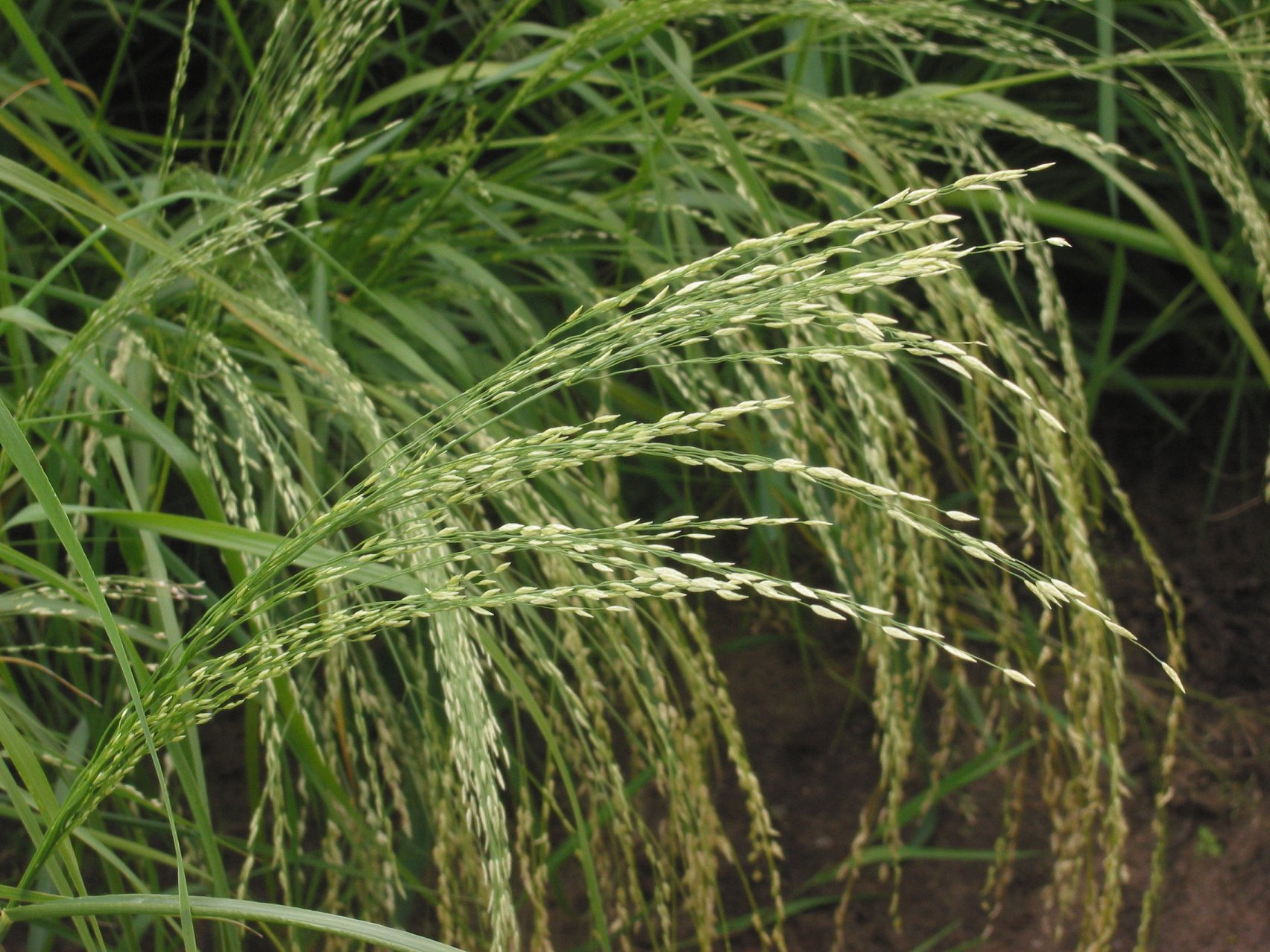
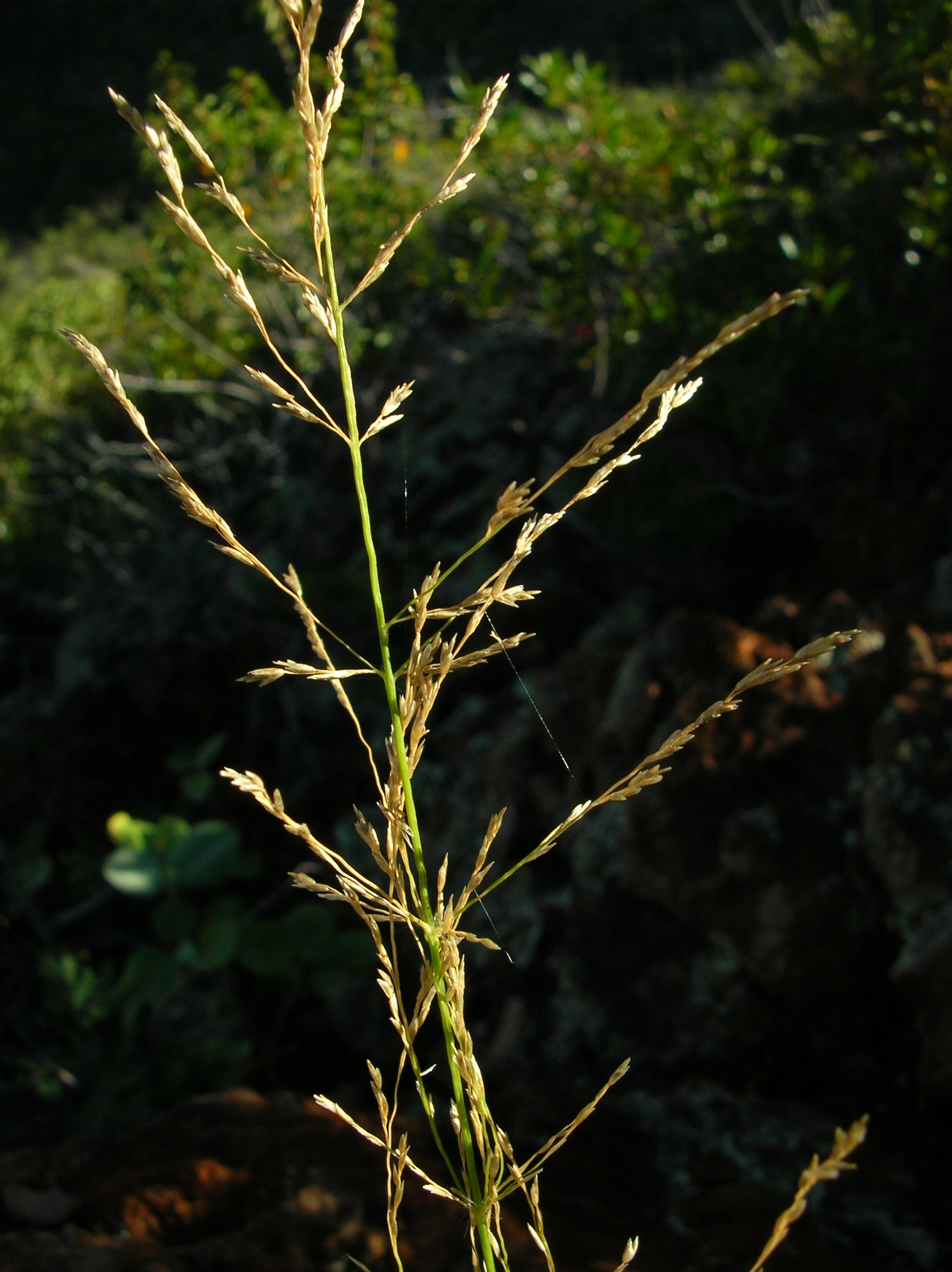
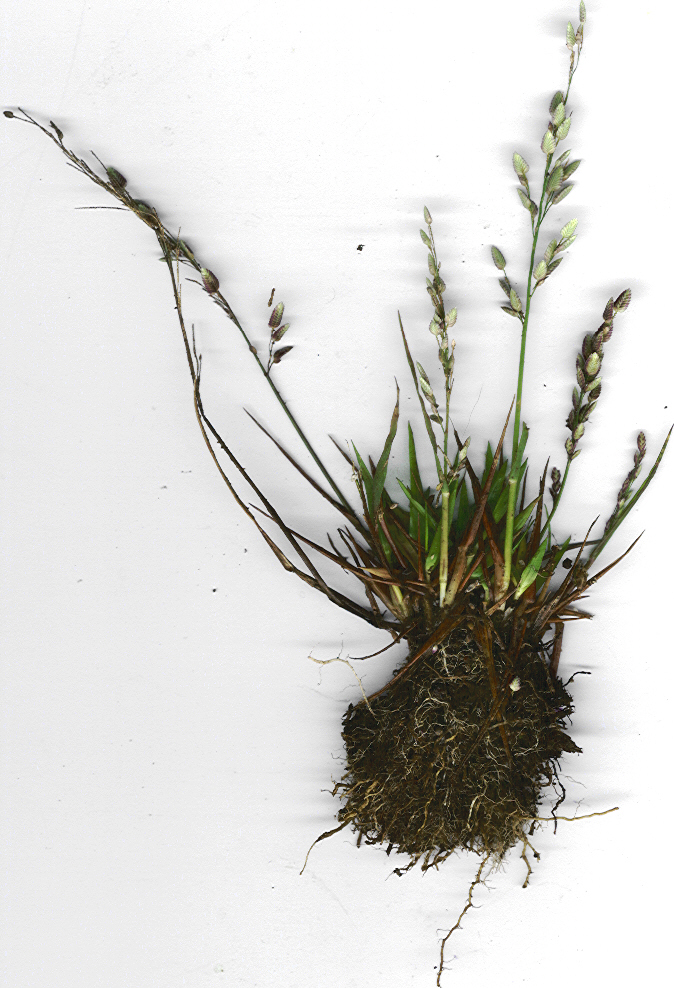
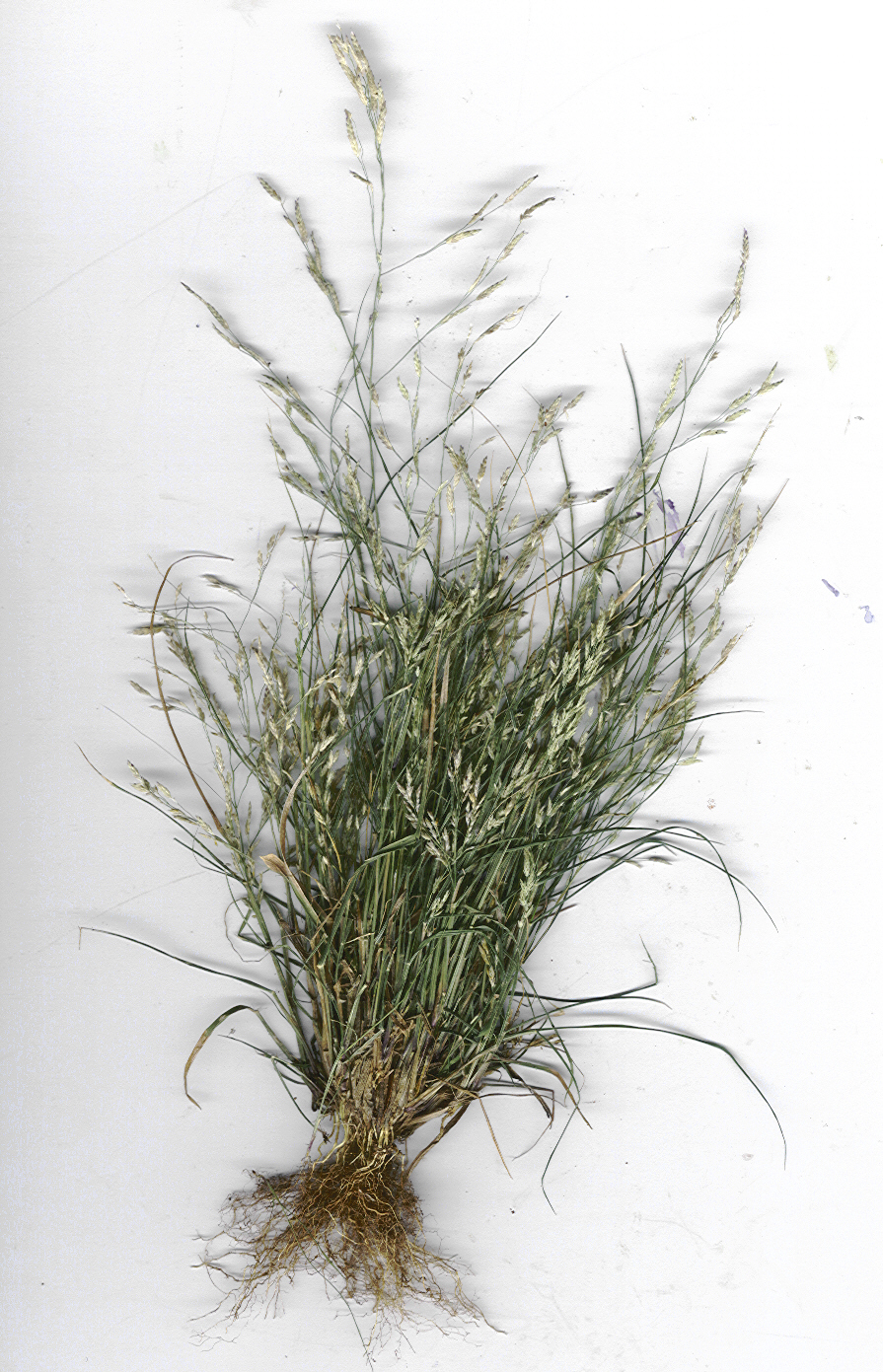

## Dottertaxa till Kärleksgrässläktet, i alfabetisk ordning[1]
- Eragrostis acamptoclada
- Eragrostis acraea
- Eragrostis acuta
- Eragrostis acutiflora
- Eragrostis acutiglumis
- Eragrostis advena
- Eragrostis aegyptiaca
- Eragrostis aethiopica
- Eragrostis airoides
- Eragrostis alopecuroides
- Eragrostis alta
- Eragrostis alveiformis
- Eragrostis amabilis
- Eragrostis amanda
- Eragrostis ambleia
- Eragrostis ambohibengensis
- Eragrostis ambositrensis
- Eragrostis ambrensis
- Eragrostis anacrantha
- Eragrostis anacranthoides
- Eragrostis ancashensis
- Eragrostis andicola
- Eragrostis annulata
- Eragrostis apiculata
- Eragrostis aquatica
- Eragrostis arenicola
- Eragrostis aristata
- Eragrostis aristiglumis
- Eragrostis articulata
- Eragrostis aspera
- Eragrostis astrepta
- Eragrostis astreptoclada
- Eragrostis atropioides
- Eragrostis atrovirens
- Eragrostis attenuata
- Eragrostis aurorae
- Eragrostis australasica
- Eragrostis autumnalis
- Eragrostis bahamensis
- Eragrostis bahiensis
- Eragrostis balgooyi
- Eragrostis barbinodis
- Eragrostis barbulaia
- Eragrostis barbulata
- Eragrostis barrelieri
- Eragrostis barteri
- Eragrostis basedowii
- Eragrostis bemarivensis
- Eragrostis bergiana
- Eragrostis berteroniana
- Eragrostis betsileensis
- Eragrostis bicolor
- Eragrostis biflora
- Eragrostis blepharostachya
- Eragrostis boinensis
- Eragrostis boivinii
- Eragrostis boriana
- Eragrostis botryodes
- Eragrostis brainii
- Eragrostis braunii
- Eragrostis brizantha
- Eragrostis brownii
- Eragrostis burmanica
- Eragrostis caesia
- Eragrostis caespitosa
- Eragrostis camerunensis
- Eragrostis canescens
- Eragrostis caniflora
- Eragrostis capensis
- Eragrostis capillaris
- Eragrostis capitula
- Eragrostis capitulifera
- Eragrostis capuronii
- Eragrostis cassa
- Eragrostis castellaneana
- Eragrostis cataclasta
- Eragrostis cenolepis
- Eragrostis chabouisii
- Eragrostis chalarothyrsos
- Eragrostis chapelieri
- Eragrostis chiquitaniensis
- Eragrostis cilianensis
- Eragrostis ciliaris
- Eragrostis ciliata
- Eragrostis cimicina
- Eragrostis coarctata
- Eragrostis collina
- Eragrostis comptonii
- Eragrostis concinna
- Eragrostis condensata
- Eragrostis conertii
- Eragrostis confertiflora
- Eragrostis congesta
- Eragrostis conrathii
- Eragrostis contrerasii
- Eragrostis crassinervis
- Eragrostis crateriformis
- Eragrostis cubensis
- Eragrostis cumingii
- Eragrostis curtipedicellata
- Eragrostis curvula
- Eragrostis cylindrica
- Eragrostis cylindriflora
- Eragrostis dayanandanii
- Eragrostis deccanensis
- Eragrostis decumbens
- Eragrostis deflexa
- Eragrostis dentifera
- Eragrostis deqenensis
- Eragrostis desertorum
- Eragrostis desolata
- Eragrostis dielsii
- Eragrostis dinteri
- Eragrostis divaricata
- Eragrostis domingensis
- Eragrostis duricaulis
- Eragrostis dyskritos
- Eragrostis ecarinata
- Eragrostis echinochloidea
- Eragrostis egregia
- Eragrostis elatior
- Eragrostis elegantissima
- Eragrostis elliottii
- Eragrostis elongata
- Eragrostis eriopoda
- Eragrostis erosa
- Eragrostis exasperata
- Eragrostis excelsa
- Eragrostis exelliana
- Eragrostis exigua
- Eragrostis falcata
- Eragrostis fallax
- Eragrostis fastigiata
- Eragrostis fauriei
- Eragrostis fenshamii
- Eragrostis ferruginea
- Eragrostis filicaulis
- Eragrostis fimbrillata
- Eragrostis flavicans
- Eragrostis fosbergii
- Eragrostis fracta
- Eragrostis fractus
- Eragrostis frankii
- Eragrostis friesii
- Eragrostis gangetica
- Eragrostis georgii
- Eragrostis glandulosipedata
- Eragrostis glischra
- Eragrostis gloeodes
- Eragrostis gloeophylla
- Eragrostis glutinosa
- Eragrostis grandis
- Eragrostis guangxiensis
- Eragrostis guatemalensis
- Eragrostis guianensis
- Eragrostis gummiflua
- Eragrostis habrantha
- Eragrostis hainanensis
- Eragrostis heteromera
- Eragrostis hierniana
- Eragrostis hildebrandtii
- Eragrostis hirsuta
- Eragrostis hirta
- Eragrostis hirticaulis
- Eragrostis hispida
- Eragrostis homblei
- Eragrostis homomalla
- Eragrostis hondurensis
- Eragrostis hugoniana
- Eragrostis humbertii
- Eragrostis humidicola
- Eragrostis humifusa
- Eragrostis hypnoides
- Eragrostis inamoena
- Eragrostis incrassata
- Eragrostis infecunda
- Eragrostis intermedia
- Eragrostis interrupta
- Eragrostis invalida
- Eragrostis jacobsiana
- Eragrostis japonica
- Eragrostis jerichoensis
- Eragrostis kennedyae
- Eragrostis kingesii
- Eragrostis kohorica
- Eragrostis kuchariana
- Eragrostis kuschelii
- Eragrostis lacunaria
- Eragrostis laevissima
- Eragrostis lanicaulis
- Eragrostis laniflora
- Eragrostis lanipes
- Eragrostis lappula
- Eragrostis lasseri
- Eragrostis lateritica
- Eragrostis latifolia
- Eragrostis leersiiformis
- Eragrostis lehmanniana
- Eragrostis lepida
- Eragrostis lepidobasis
- Eragrostis leptocarpa
- Eragrostis leptophylla
- Eragrostis leptostachya
- Eragrostis leptotricha
- Eragrostis leucosticta
- Eragrostis lichiangensis
- Eragrostis lingulata
- Eragrostis longifolia
- Eragrostis longipedicellata
- Eragrostis longipes
- Eragrostis longiramea
- Eragrostis longispicula
- Eragrostis lugens
- Eragrostis lurida
- Eragrostis lutensis
- Eragrostis lutescens
- Eragrostis macilenta
- Eragrostis macrochlamys
- Eragrostis macrothyrsa
- Eragrostis maderaspatana
- Eragrostis magna
- Eragrostis mahrana
- Eragrostis mairei
- Eragrostis majungensis
- Eragrostis mandrarensis
- Eragrostis mariae
- Eragrostis mauiensis
- Eragrostis maypurensis
- Eragrostis megalosperma
- Eragrostis membranacea
- Eragrostis mexicana
- Eragrostis micrantha
- Eragrostis microcarpa
- Eragrostis microsperma
- Eragrostis mildbraedii
- Eragrostis milnei
- Eragrostis minor
- Eragrostis moggii
- Eragrostis mokensis
- Eragrostis mollior
- Eragrostis montana
- Eragrostis monticola
- Eragrostis montufarii
- Eragrostis muerensis
- Eragrostis mueruensis
- Eragrostis multicaulis
- Eragrostis neesii
- Eragrostis nigra
- Eragrostis nigricans
- Eragrostis nindensis
- Eragrostis nutans
- Eragrostis obtusa
- Eragrostis obtusiflora
- Eragrostis olida
- Eragrostis oligostachya
- Eragrostis olivacea
- Eragrostis omahekensis
- Eragrostis oreophila
- Eragrostis orthoclada
- Eragrostis pallens
- Eragrostis palmeri
- Eragrostis palustris
- Eragrostis paniciformis
- Eragrostis papposa
- Eragrostis paradoxa
- Eragrostis parviflora
- Eragrostis pascua
- Eragrostis pastoensis
- Eragrostis patens
- Eragrostis patentipilosa
- Eragrostis patentissima
- Eragrostis patula
- Eragrostis paupera
- Eragrostis pectinacea
- Eragrostis perbella
- Eragrostis perennans
- Eragrostis perennis
- Eragrostis pergracilis
- Eragrostis perplexa
- Eragrostis perrieri
- Eragrostis peruviana
- Eragrostis petraea
- Eragrostis petrensis
- Eragrostis phyllacantha
- Eragrostis pilgeri
- Eragrostis pilgeriana
- Eragrostis pilosa
- Eragrostis pilosissima
- Eragrostis pilosiuscula
- Eragrostis plana
- Eragrostis planiculmis
- Eragrostis plumbea
- Eragrostis plurigluma
- Eragrostis plurinodis
- Eragrostis pobeguinii
- Eragrostis poculiformis
- Eragrostis polytricha
- Eragrostis porosa
- Eragrostis potamophila
- Eragrostis pringlei
- Eragrostis procumbens
- Eragrostis prolifera
- Eragrostis propinqua
- Eragrostis psammophila
- Eragrostis pseudobtusa
- Eragrostis pseudopoa
- Eragrostis pubescens
- Eragrostis punctiglandulosa
- Eragrostis purpurascens
- Eragrostis pusilla
- Eragrostis pycnantha
- Eragrostis pycnostachys
- Eragrostis pygmaea
- Eragrostis racemosa
- Eragrostis raynaliana
- Eragrostis refracta
- Eragrostis rejuvenescens
- Eragrostis remotiflora
- Eragrostis reptans
- Eragrostis retinens
- Eragrostis rigidiuscula
- Eragrostis riobrancensis
- Eragrostis riparia
- Eragrostis rogersii
- Eragrostis rojasii
- Eragrostis rotifer
- Eragrostis rottleri
- Eragrostis rufescens
- Eragrostis rufinerva
- Eragrostis sabinae
- Eragrostis sabulicola
- Eragrostis sabulosa
- Eragrostis sambiranensis
- Eragrostis santapaui
- Eragrostis saresberiensis
- Eragrostis sarmentosa
- Eragrostis saxatilis
- Eragrostis scabriflora
- Eragrostis scaligera
- Eragrostis schultzii
- Eragrostis schweinfurthii
- Eragrostis sclerantha
- Eragrostis sclerophylla
- Eragrostis scopelophila
- Eragrostis scotelliana
- Eragrostis secundiflora
- Eragrostis seminuda
- Eragrostis sennii
- Eragrostis sericata
- Eragrostis sessilispica
- Eragrostis setifolia
- Eragrostis setulifera
- Eragrostis silveana
- Eragrostis simpliciflora
- Eragrostis singuaensis
- Eragrostis solida
- Eragrostis soratensis
- Eragrostis sororia
- Eragrostis spartinoides
- Eragrostis speciosa
- Eragrostis spectabilis
- Eragrostis spicata
- Eragrostis spicigera
- Eragrostis squamata
- Eragrostis stagnalis
- Eragrostis stapfii
- Eragrostis stenostachya
- Eragrostis stenothyrsa
- Eragrostis sterilis
- Eragrostis stolonifera
- Eragrostis subaequiglumis
- Eragrostis subglandulosa
- Eragrostis subsecunda
- Eragrostis subtilis
- Eragrostis superba
- Eragrostis swallenii
- Eragrostis sylviae
- Eragrostis tef
- Eragrostis tenax
- Eragrostis tenellula
- Eragrostis tephrosanthos
- Eragrostis terecaulis
- Eragrostis terrestris
- Eragrostis theinlwinii
- Eragrostis thollonii
- Eragrostis tincta
- Eragrostis tinge-lingua
- Eragrostis trachyantha
- Eragrostis trachycarpa
- Eragrostis tracyi
- Eragrostis tremula
- Eragrostis triangularis
- Eragrostis trichocolea
- Eragrostis trichodes
- Eragrostis tridentata
- Eragrostis trimucronata
- Eragrostis triquetra
- Eragrostis truncata
- Eragrostis turgida
- Eragrostis udawnensis
- Eragrostis unioloides
- Eragrostis urbaniana
- Eragrostis usambarensis
- Eragrostis uvida
- Eragrostis uzondoiensis
- Eragrostis vacillans
- Eragrostis vallsiana
- Eragrostis walteri
- Eragrostis warburgii
- Eragrostis variabilis
- Eragrostis variegata
- Eragrostis warmingii
- Eragrostis vatovae
- Eragrostis weberbaueri
- Eragrostis welwitschii
- Eragrostis venustula
- Eragrostis vernix
- Eragrostis wightiana
- Eragrostis viguieri
- Eragrostis virescens
- Eragrostis viscosa
- Eragrostis volkensii
- Eragrostis vulcanica
- Eragrostis xerophila
- Eragrostis zeylanica